# 구리국민학교
구리국민학교는 한국 경기도 양주군 구리면 교문리에 존재했던 구리시 최초의 근대식 교육기관이다. 1915년에 구리면 양주군 방축리(坊築里)에 세워졌다. 현재의 한양대학교 구리병원 위치에 존재하였다. 1940년 당시 2개의 학급이 존재했다.

## 학교 연혁
- 1915년 11월: 구리공립심상소학교 설립, 中村貢이 훈도로 취임[4]
- 1925년: 遠藤正秋이 훈도로 취임
- 1926년: 구리심상소학교로 개칭
- 1927년: 구리심상고등소학교로 개칭[6]
- 1928년: 久武小雪이 훈도로 취임
- 1933년: 川本槌三이 훈도로 취임
- 1937년: 平塚由郞이 훈도로 취임
- 1940년: 增田格平이 훈도로 취임
- 1941년: 구리국민학교로 개칭

## 참고 자료
- 한국사 데이터베이스 - 경기도 양주군 군세일반(畿道楊州郡郡勢一班), 1930년 6월